# Mögel

Mögels levnadsgång.

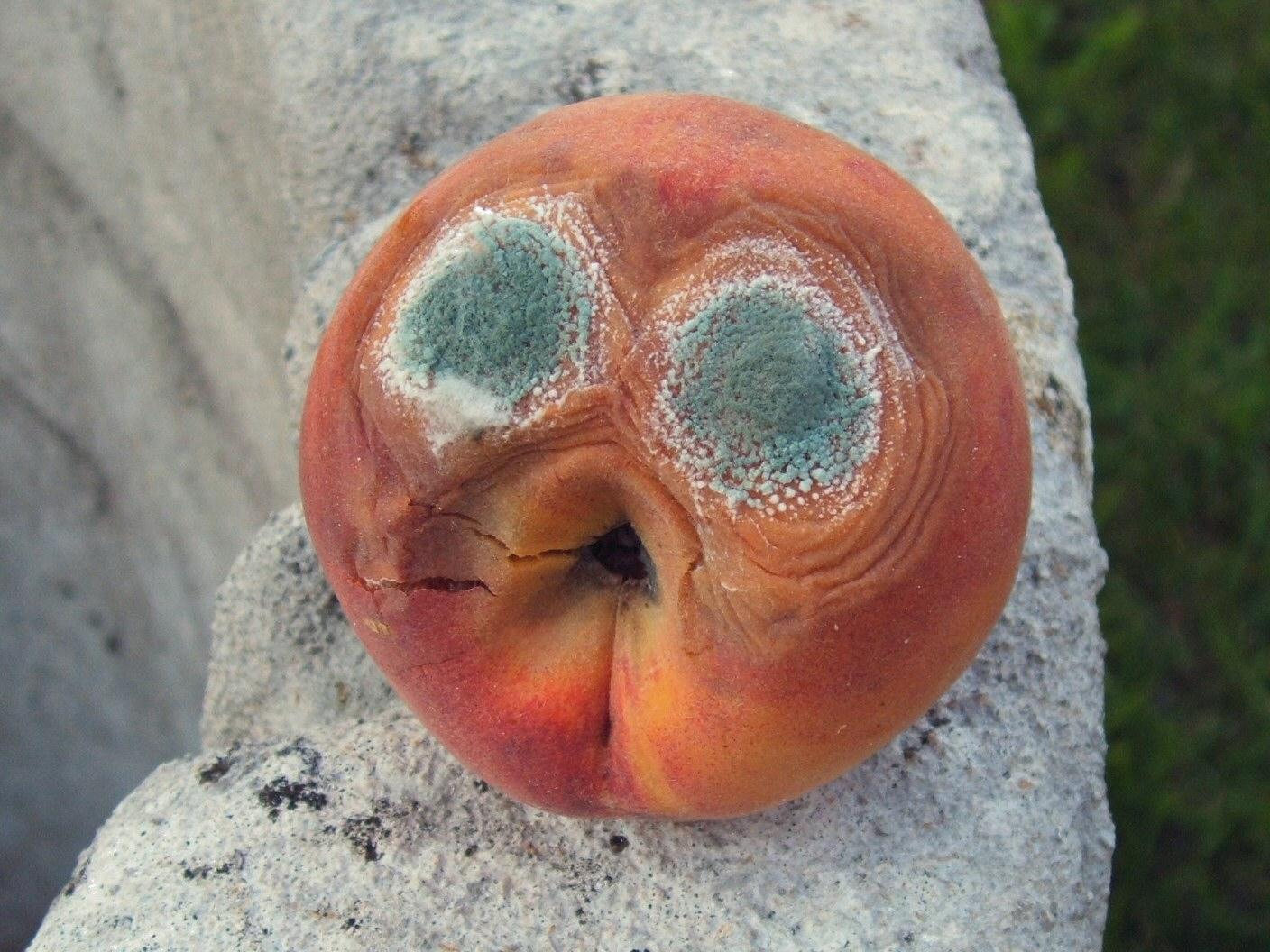
En persika med mögel.

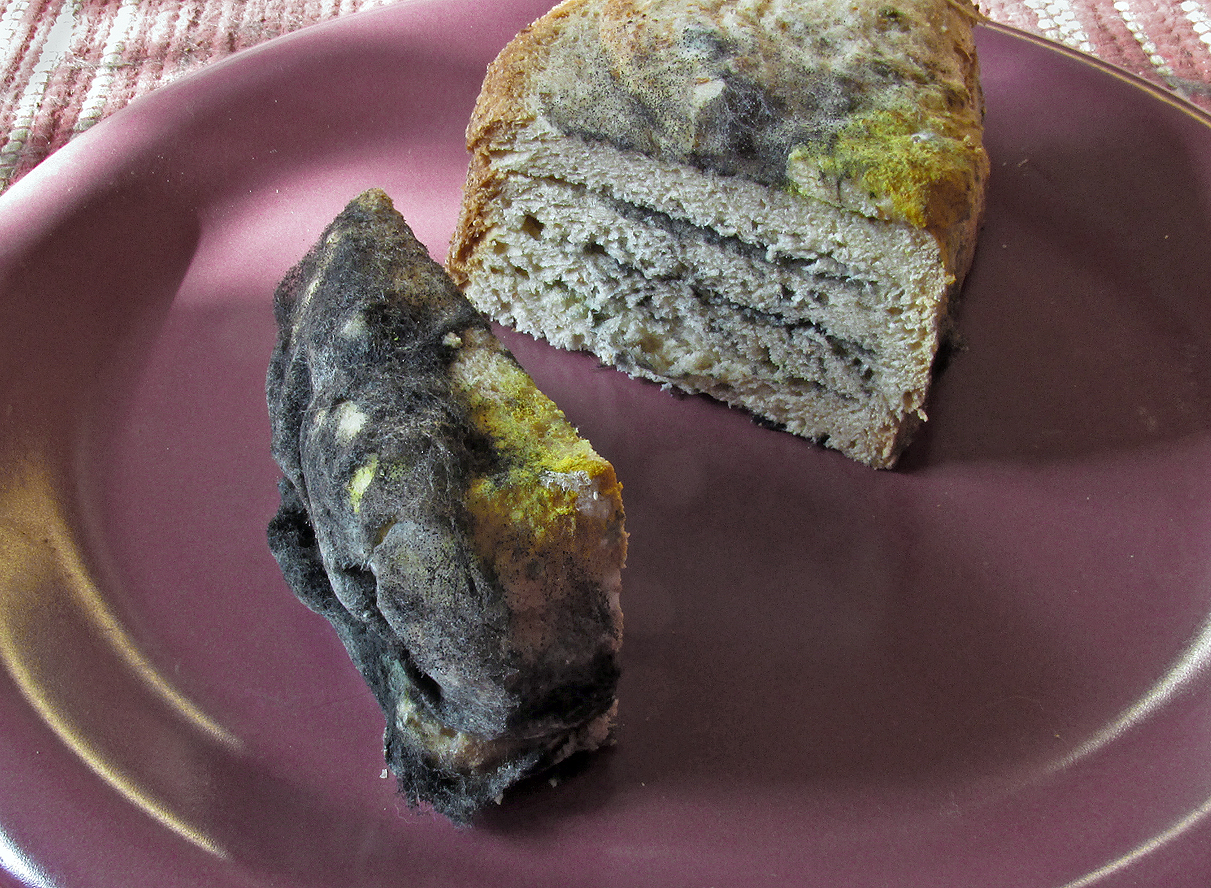
Mögligt bröd.

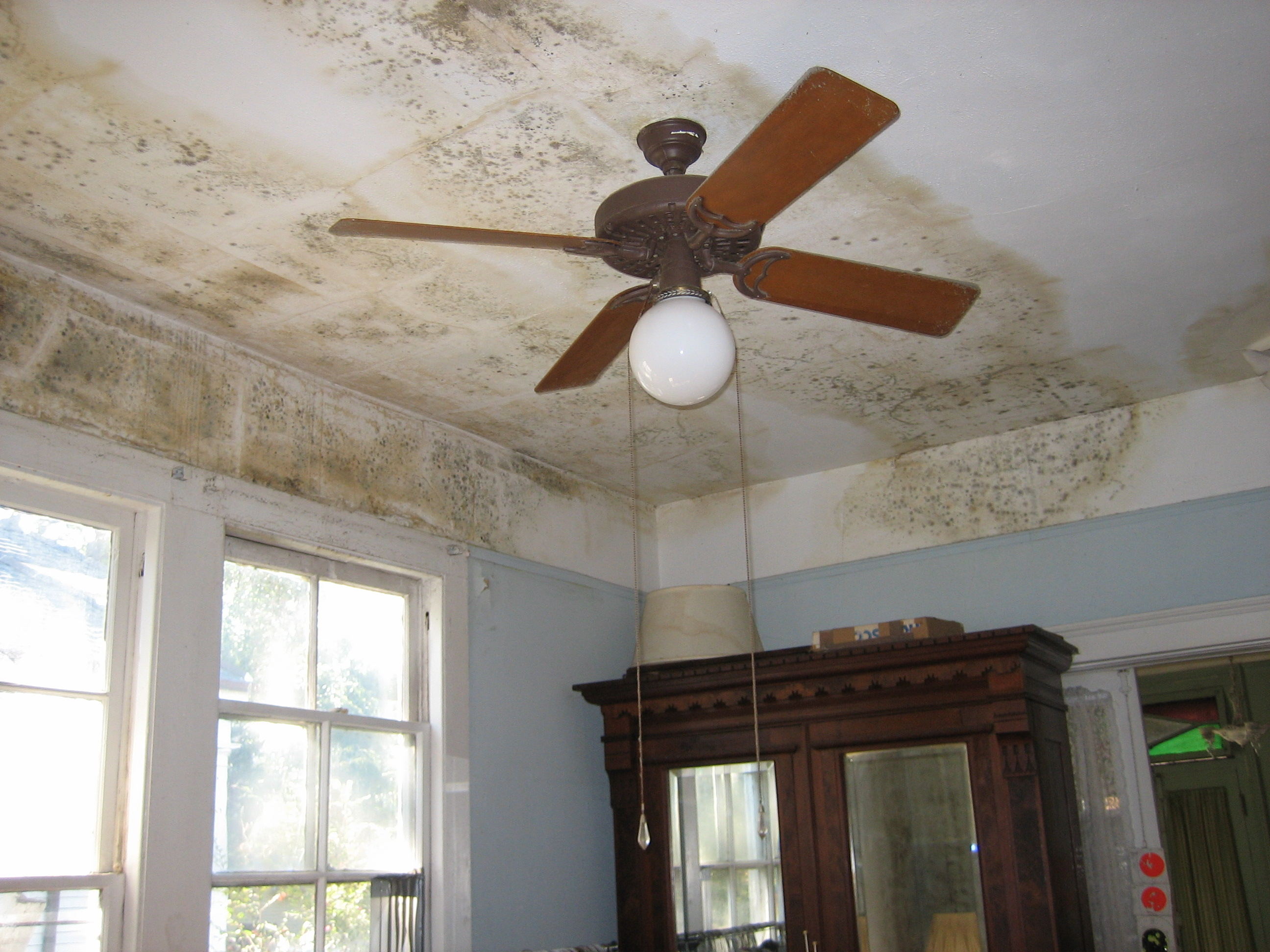
Mögel i bostad.

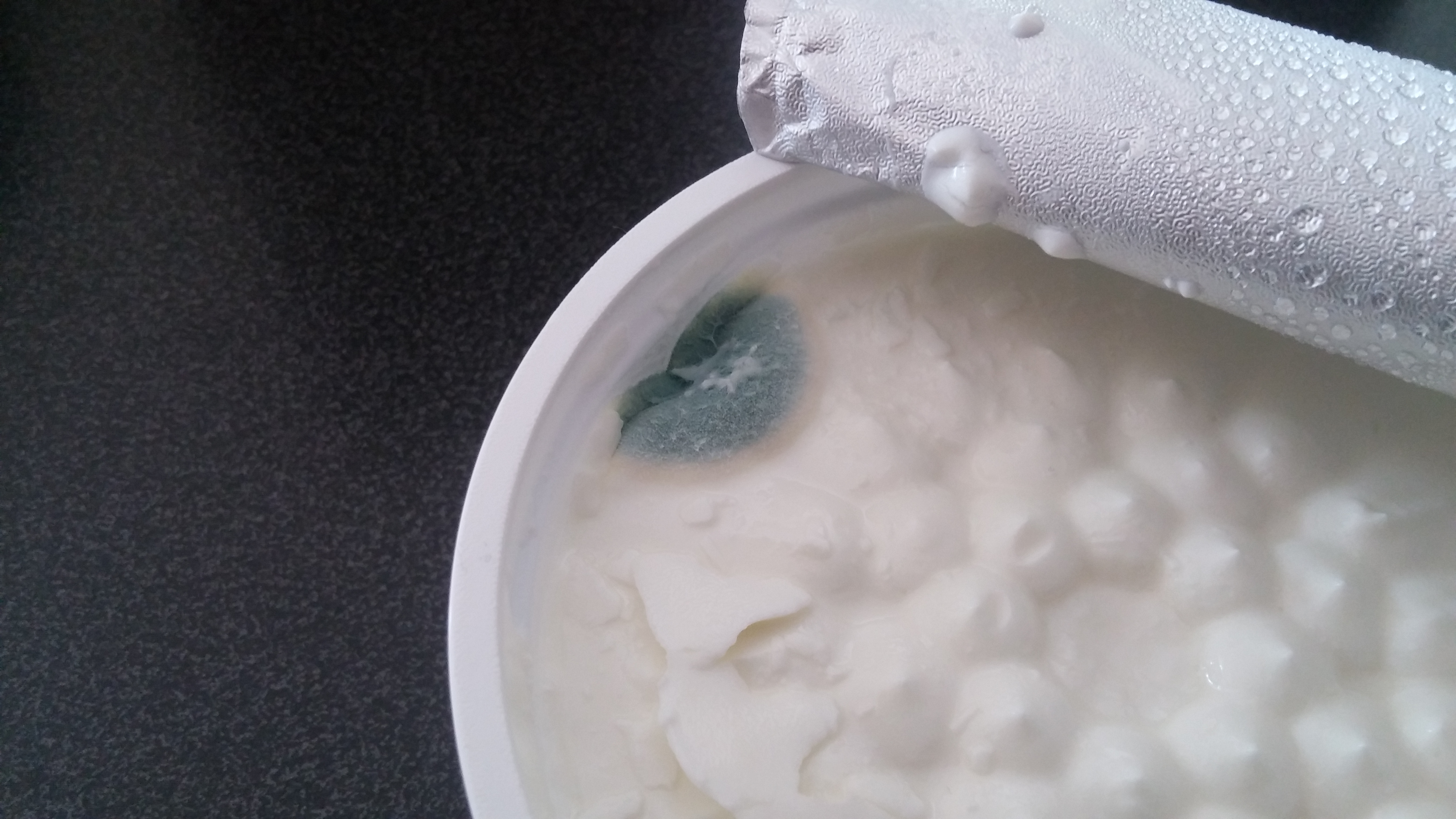
Mögel i kvarg.

Mögel är ett samlingsnamn på alla mikroskopiska svampar som växer i form av flercelliga grenade trådar (hyfer), även om de i många fall inte är av samma släkt. I ett sammanhängande nätverk är alla celler genetiskt identiska, och anses därför vara samma individ. Mikroskopiska svampar som lever som ensamma celler kallas jäst.
Många olika svampar som inte är närmare släkt med varandra kan bilda mögel. De lever huvudsakligen på att bryta ned dött material, men kan växa i levande växter och insekter och framkalla sjukdom. Ett fruktat tillstånd hos människor med svår immunbrist är mögelväxt i lungor och bihålor.

## Spridning
Mögel växer på ett näringsinnehållande substrat, till exempel ved och andra organiska material. Mögel trivs i en fuktig miljö och drabbar ofta bostäder med dålig luftventilation eller bristfälliga fuktskydd. Mögel växer också på oorganiska material som till exempel betong om ytan är nedsmutsad med damm, jord eller annan smuts. Ytor som är oorganiska och rena står emot mögelpåväxt väl, till exempel renhållet kakel eller vinylplast på husets utsida. 
Mögelsporer finns alltid närvarande i luften över land. På vintern kan det vara så få som 10 sporer per kubikmeter men på sommaren är det vanligt med över 10 000 sporer per kubikmeter i utomhusluften. Beroende på var luften finns dominerar olika typer av mögelsporer. Över åkrar och fält återfinns till exempel Alternaria, Cladosporium och Fusarium medan Aspergillus och Penicillium mer förekommer i inomhusmiljö, i lagerhallar och ibland också i skogsterräng.  
Mögel kan växa vid olika temperaturer beroende på sort och på substrat men som regel drabbar skadesvampar bostäder först vid 5–10 °C. På ett näringsrikt substrat kan däremot mögel växa nära 0 °C, exempelvis mögel på frukt i ett kallt kylskåp.

## Medicinsk användning
Vissa former av mögel framställer mykotoxiner. Gifterna har praktisk användning i form av antibiotika. Speciellt släktet penselmögel (Penicillium) används för detta syfte, vilket har gett upphov till namnet penicillin. Upptäckten att mögel kunde användas för att bota bakteriesjukdomar gjordes av Sir Alexander Fleming.

## Annan användning
Ogiftiga former av mögelsvamp används för tillverkning av mögelost, bakning och öl- och vinframställning.

## Skadlighet
Mögel i byggnader är hälsofarligt vilket visats i till exempel Värmlandsstudien, en doktorsavhandling av Linda Hägerhed Engman. Studien baseras på 400 värmländska familjer. Bland dem deltog 198 barn med minst två olika astmatiska eller allergiska symtom och 202 friska barn. Den visade på ett tydligt samband mellan dålig luft och ohälsa; bland annat korrelerade förekomsten av astma och allergier väl med förekomsten av mögeldoft och ju starkare mögeldoft desto större ohälsa. Forskningen har idag inte svar på vad hos möglet som är skadligt, men det är troligt att såväl sporer som mykotoxiner bidrar till ohälsan.[källa behövs] Norsk forskning har uppmärksammat förekomst av mögelmycel i lungorna hos lantbrukare som ju är mer utsatta för mögel än de flesta.[källa behövs]
Vid hantering av spannmål kan en viss påverkan av mögelsporer påräknas.[källa behövs] Spannmål eller annat djurfoder som inte är tillräckligt eller felaktig torkad kan mögla och därmed bli otjänlig som föda till människor och djur. Stiftelsen lantbruksforskning forskar bland annat om mögelangrepp på lagerhanteringen av spannmål.